# Mihaela și Azorel

Mihaela și Azorel

Mihaela și Azorel

Mihaela și Azorel sunt două personaje create de caricaturistul Nell Cobar.
Mihaela e o fetiță blondă cu fundițe în păr, care alături de cățelușul Azorel, trece prin tot felul de situații. De câteva ori, chiar, ștrengarul cățel o distrage pe Mihaela de la învățătură, vrând să se joace cu ea.
Serialul a fost difuzat între anii 1970 și 1980, repurtând un succes extraordinar. La televizor, înaintea Mihaelei a fost difuzat Pătrățel, iar după ea au urmat Bălănel și Miaunel.
Spre deosebire de alte desene animate din acea vreme, aventurile eroinei cu fundițe erau difuzate în cadrul 1001 de seri (rubrică inițiată chiar de Nell Cobar) zilnic, la ora 19:50, după care urma Telejurnalul.
Mihaela nu avea voce ca alți eroi de desene animate, deoarece serialul trebuia vândut în străinătate, iar datorită vocilor, dublajul complica lucrurile. Muzica a fost compusă de Margareta Pâslaru.
La începutul anilor '80 programul de la televizor a fost scurtat drastic, ștergându-se și cele 1001 de seri, pentru a face cât mai mult loc propagandei comuniste.
Imediat după Revoluția română din 1989, Mihaela a reapărut într-o revistă lunară cu același nume, dedicată copiilor și redactată de Nell Cobar. Printre cei care au colaborat la această revistă se numără și actorul Iurie Darie. Revista a durat până la moartea lui Cobar, în 1993.
Serialul a fost difuzat și pe Minimax la începutul anilor 2000.

## Filmografie
- Mulțumesc Mihaela (1971)
- 1001 de seri
- Mihaela în cetatea de zăpadă

## Premii obținute
- Festivalul de film pentru copii de la Veneția, în 1971, pentru Mulțumesc Mihaela